# Christophoruskirche (Dresden-Wilschdorf)

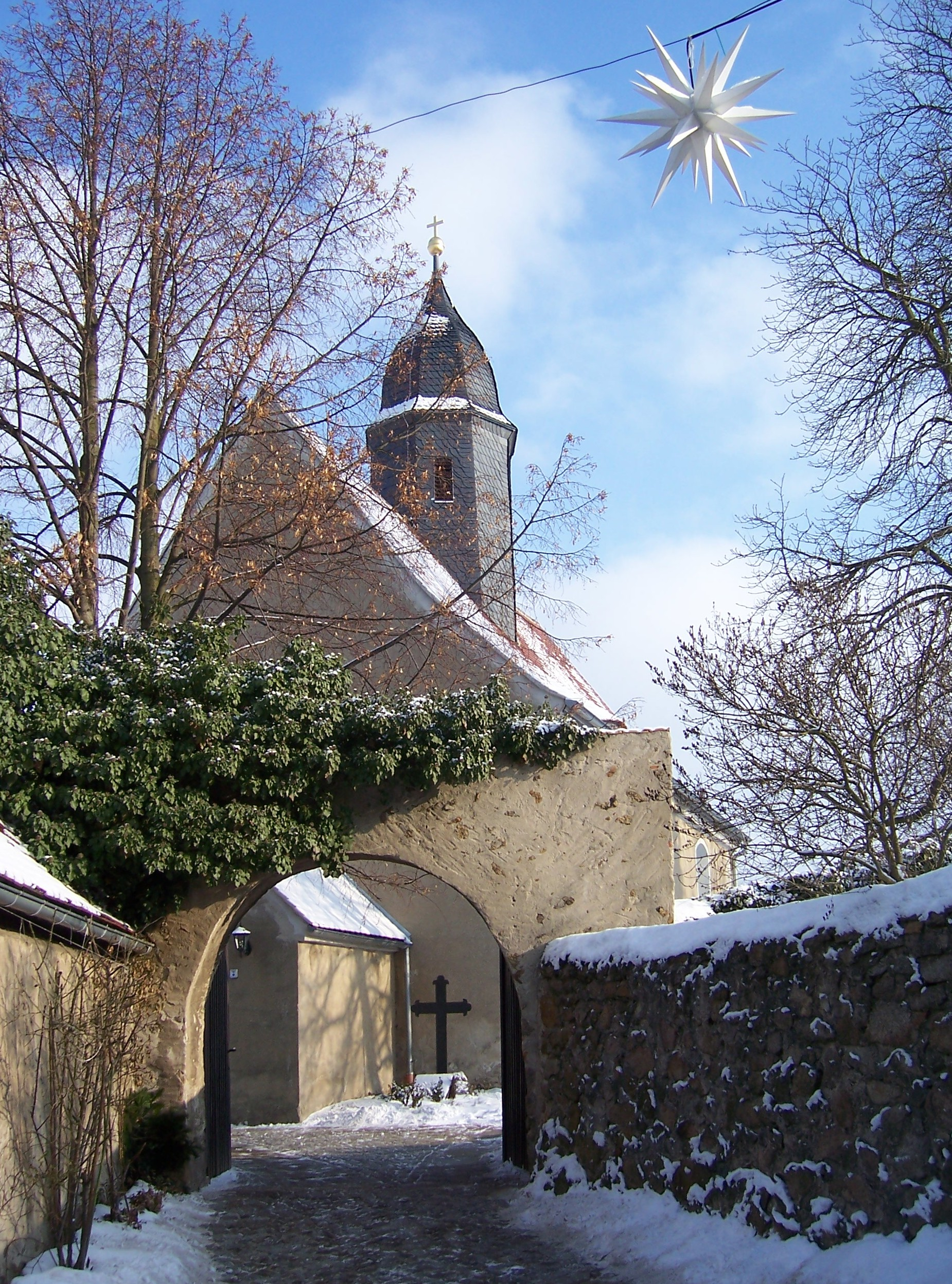
Die Christophoruskirche 2009

Die Christophoruskirche ist eine evangelische Dorfkirche im Dresdner Stadtteil Wilschdorf. Der denkmalgeschützte Sakralbau gilt als älteste Kirche der Stadt.

## Geschichte

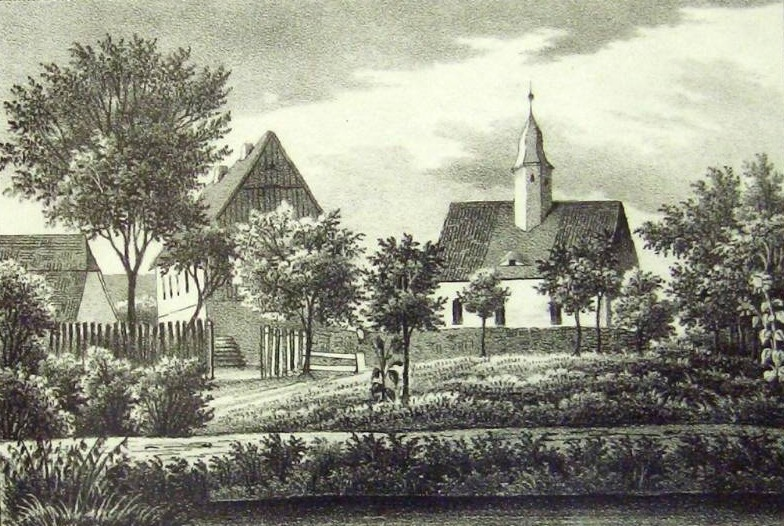
Die Christophoruskirche um 1841

Die Christophoruskirche gilt als älteste erhaltene Kirche auf dem heutigen Dresdner Stadtgebiet: Ein rotes Weihekreuz an einem gotischen Fresko im Inneren der Kirche wurde auf die Zeit der ersten Siedler datiert. Der Taufstein stammte aus der Zeit um 1200 und wurde 1945 zerstört. Die Kirche wurde erstmals 1243 urkundlich erwähnt, die älteste erhaltene Glocke der Kirche aus dem Jahr 1250 ist gleichzeitig auch die älteste erhaltene Glocke Dresdens.
In der ersten Hälfte des 15. Jahrhunderts erfolgten die frühesten bekannten Umbauten der Kirche, die ursprünglich wahrscheinlich nur Kapellencharakter hatte. Das Kircheninnere erhielt zu dieser Zeit auch eine Ausschmückung mit Fresken, die erst von 1972 bis 1985 freigelegt und restauriert wurden. Im Zuge der Reformation 1539 wurde die Christophoruskirche evangelisch. Der Altar der Kirche entstand zwischen 1570 und 1580. Die ältesten erhaltenen Kirchrechnungen stammen aus dem Jahr 1595 und betrafen Reparaturen am Kirchturmknopf.
Im Verlauf des Dreißigjährigen Kriegs raubten im Jahr 1637 schwedische Truppen, die plündernd auch durch Wilschdorf kamen, den Opferstock der Kirche aus, der seit 1967 wieder in Gebrauch ist. Im 18. Jahrhundert wurde der Sakralbau durch einen Blitzschlag beschädigt und verändert wiederhergestellt, so erhielt er im Inneren Emporen. Der Dachreiter der Kirche stammt aus dem Jahr 1725. Von 1927 bis 1928 wurden Kanzel und Altar restauriert, weitere Erhaltungsmaßnahmen erfolgten 1956 und 1967. Im Jahr 1986 erhielt die Dorfkirche den Namen Christophoruskirche nach der wiederentdeckten Darstellung des Heiligen Christophorus auf einem der Fresken. Seit 1995 ist die Wilschdorfer Kirche im Besitz einer Orgel der Orgelwerkstatt Wegscheider.

## Baubeschreibung

### Äußeres

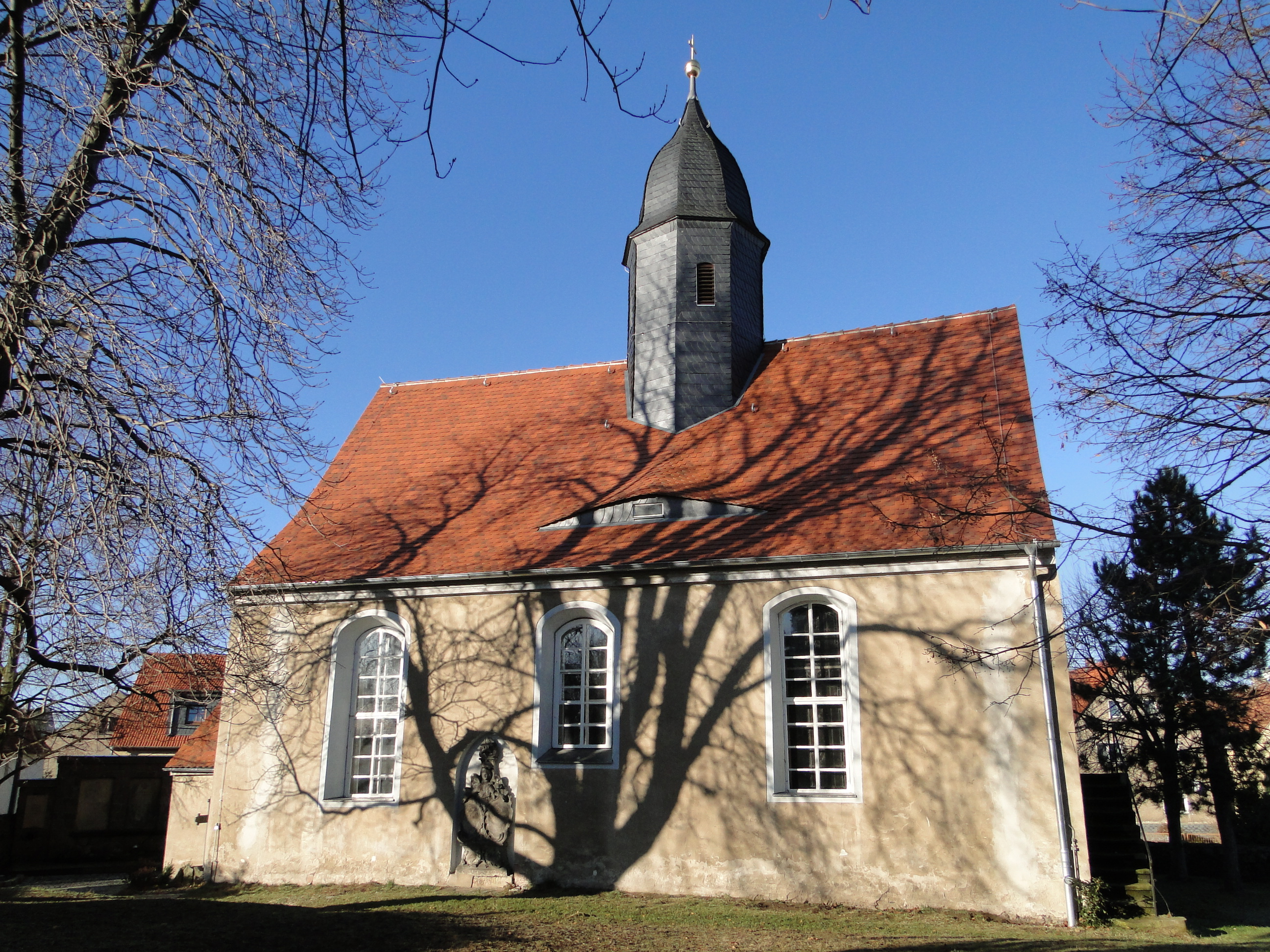
Die Christophoruskirche vom Pfarrgarten aus gesehen

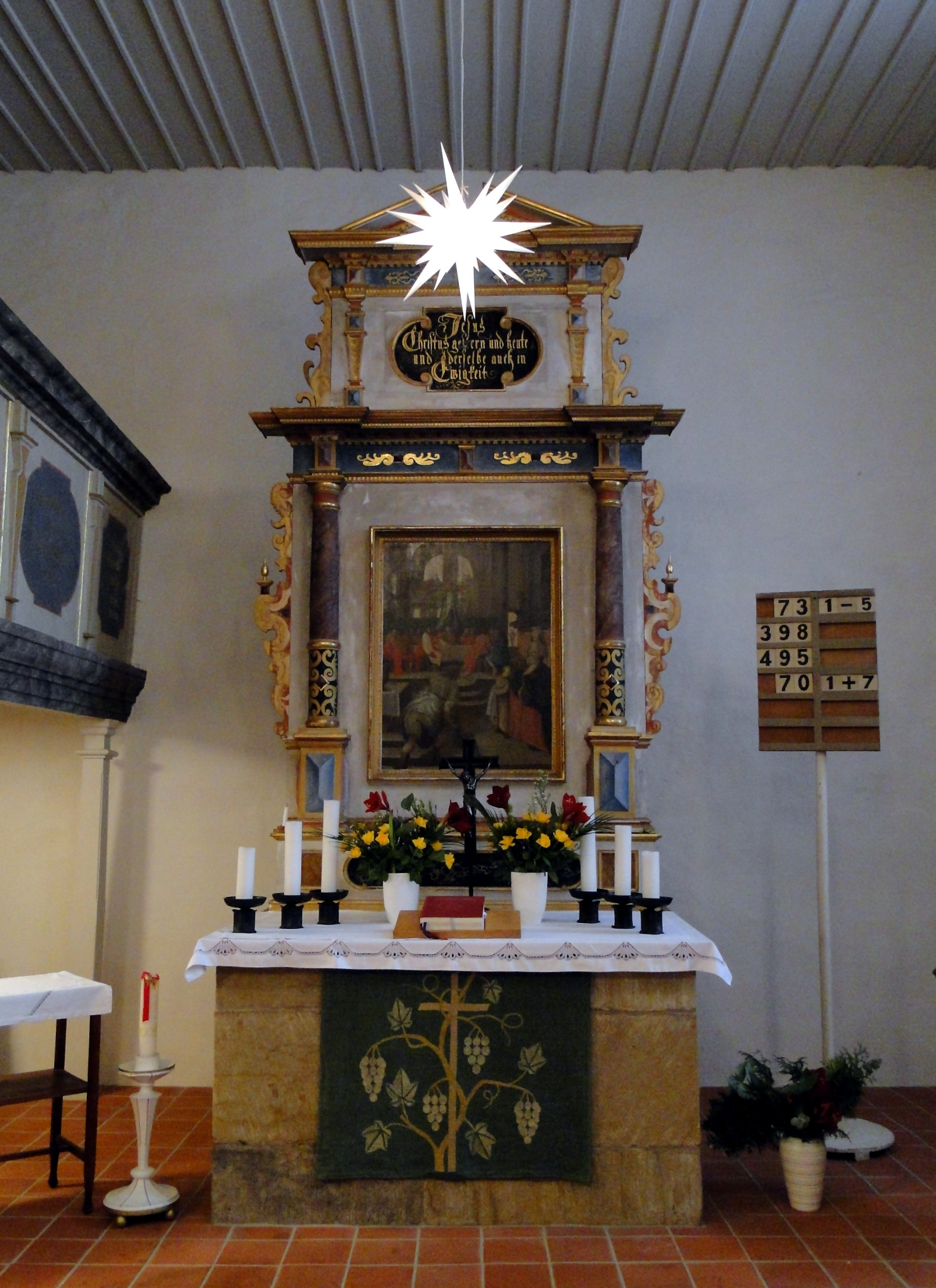
Altar der Christophoruskirche

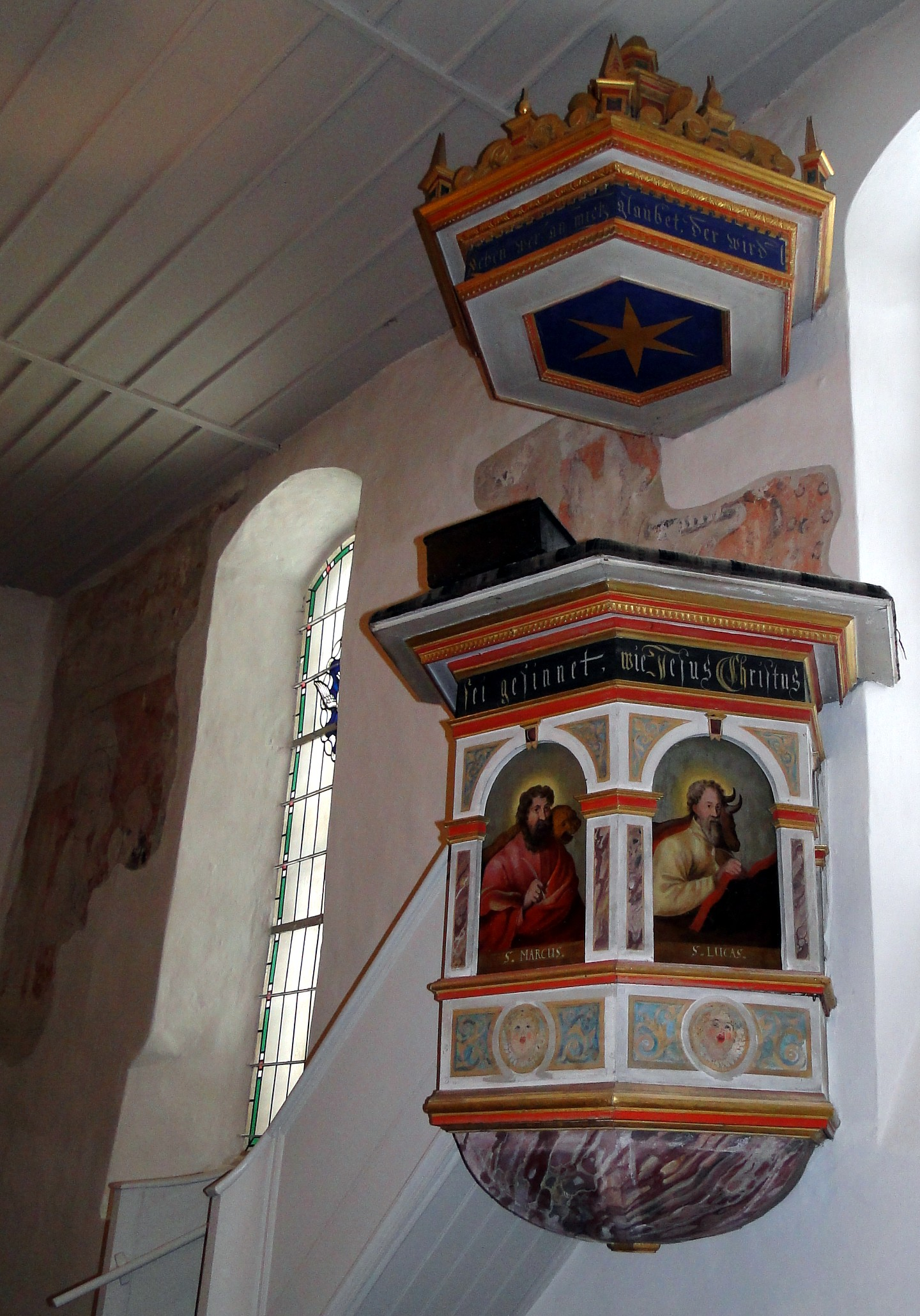
Kanzel mit Darstellungen der Evangelisten

Der Putzbau ist als schlichte, rechteckige Saalkirche mit einer im Westen gelegenen Vorhalle konzipiert. Im Nordosten schließt sich die Sakristei an, im Norden führt eine Treppe auf den Kirchturm. Im Kern ist die Kirche romanisch. Umbauten in der ersten Hälfte des 15. Jahrhunderts führten zur heutigen rechteckigen Gestalt.
Die Kirche hat ein steiles Satteldach. Von den umliegenden Gehöften des ehemaligen Straßenangerdorfes Wilschdorf unterscheidet sich der Sakralbau hauptsächlich durch den mittig gelegenen, achtseitigen Dachreiter mit geschweifter Haube. Er entstand 1725 und ist mit Schiefer gedeckt. Die rund 25 Meter hohe Kirche wurde äußerlich zuletzt 1967 restauriert.

### Inneres
Das Innere der Kirche ist „sehr primitiv“ gestaltet und bietet Platz für rund 120 Gläubige. Die einfache Holzdecke weist keine künstlerischen Verzierungen auf und ist an der westlichen Orgelempore höher gezogen. An der West- und Nordseite befindet sich eine durchgehende einfache Empore, die nach Zerstörungen im 18. Jahrhundert bei der Wiederherstellung der Kirche 1770 eingebaut wurde. Die Emporen werden durch Pilaster in einzelne Felder geteilt, wirken jedoch „sehr derb und handwerklich“. Die Brüstungsfelder sind bemalt und mit Sprüchen in Goldlettern versehen. Nach Kunsthistoriker Cornelius Gurlitt stammt die Innenausstattung den Formen nach aus der zweiten Hälfte des 17. Jahrhunderts.
Die Fenster der Südseite sind Korbbogenfenster mit tiefen Laibungen. Die Fenster der Ostseite waren ursprünglich vermutlich noch aus romanischer Zeit und als eine Dreifenstergruppe konzipiert. Heute sind diese zu einfachen Rechteckfenstern mit einer Tür verändert worden; die Tür führt zum Glockenstuhl.

#### Altar
Der Altar ist aus Holz geschnitzt und eine „derbe handwerkliche Arbeit“. Er ist 200 Zentimeter breit und 250 Zentimeter hoch. Auf dem durchgehenden, flachen Sockel sind die Worte „komt her zu mir!“ zu lesen. Der Altaraufbau ist im Vergleich zum Sockel verhältnismäßig hoch. Über dem Sockel schließen sich auf Postamenten seitlich dorische Säulen an, die sich im Gebälk verkröpfen. Seitlich der Säulen schließen den Aufsatz Rollwerkanläufe ab, die aus ausgeschnittenen Brettern hergestellt wurden. Ein gesprengter Dreiecksgiebel bildet den oberen Abschluss, der seitlich ebenfalls Rollwerk aufweist.
Zwischen den Säulen befindet sich ein Altargemälde, das genrehaft das Abendmahl darstellt. Es entstand zwischen 1570 und 1580 und stammt vermutlich aus der Werkstatt von Hans Schroer aus Lüttich. Über dem Gemälde ist im Giebelfeld die Inschrift „Jesus Christus gestern und heute und derselbe auch in Ewigkeit“ zu lesen.

#### Kanzel
Die sechseckige Kanzel entstand um 1600. Sie ist wie der Altar aus Holz gefertigt. In der Brüstung befindet sich die vier Evangelisten mit ihren Attributen in Leimfarbe gemalt. Die Kanzel ist in vier Seiten des Sechsecks geschlossen und abgesehen von der Malerei schlicht gehalten. Der Schalldeckel ist ebenfalls sechseckig. Er wurde 1680 von H. Christoph Zormehlen geschaffen.

#### Taufstein
Der erste Taufstein entstand um 1200 und war vermutlich aus Granit gefertigt. Er hatte einen Durchmesser von 104 Zentimeter und war 85 Zentimeter hoch. Der Fuß war um 1900 bereits in einer Höhe von 20 Zentimetern abgebrochen. Die Kelchwände wurden durch Pfeifen gegliedert, in deren oberen Halbkreisabschlüssen sich Reliefdarstellungen von Lilien und pickenden Vögeln abzuwechseln schienen. Mehrere der Reliefs waren bereits um 1900 unkenntlich und am Rand abgebrochen. Um 1900 befand sich der Taufstein im Besitz des Königlich-Sächsischen Altertumsvereins. Während des Zweiten Weltkriegs wurde er im Palais im Großen Garten eingelagert, wo er bei der Bombardierung des Gebäudes zerstört wurde.
Heute hat die Christophoruskirche einen einfachen Taufstein aus Holz.

#### Kirchenschmuck

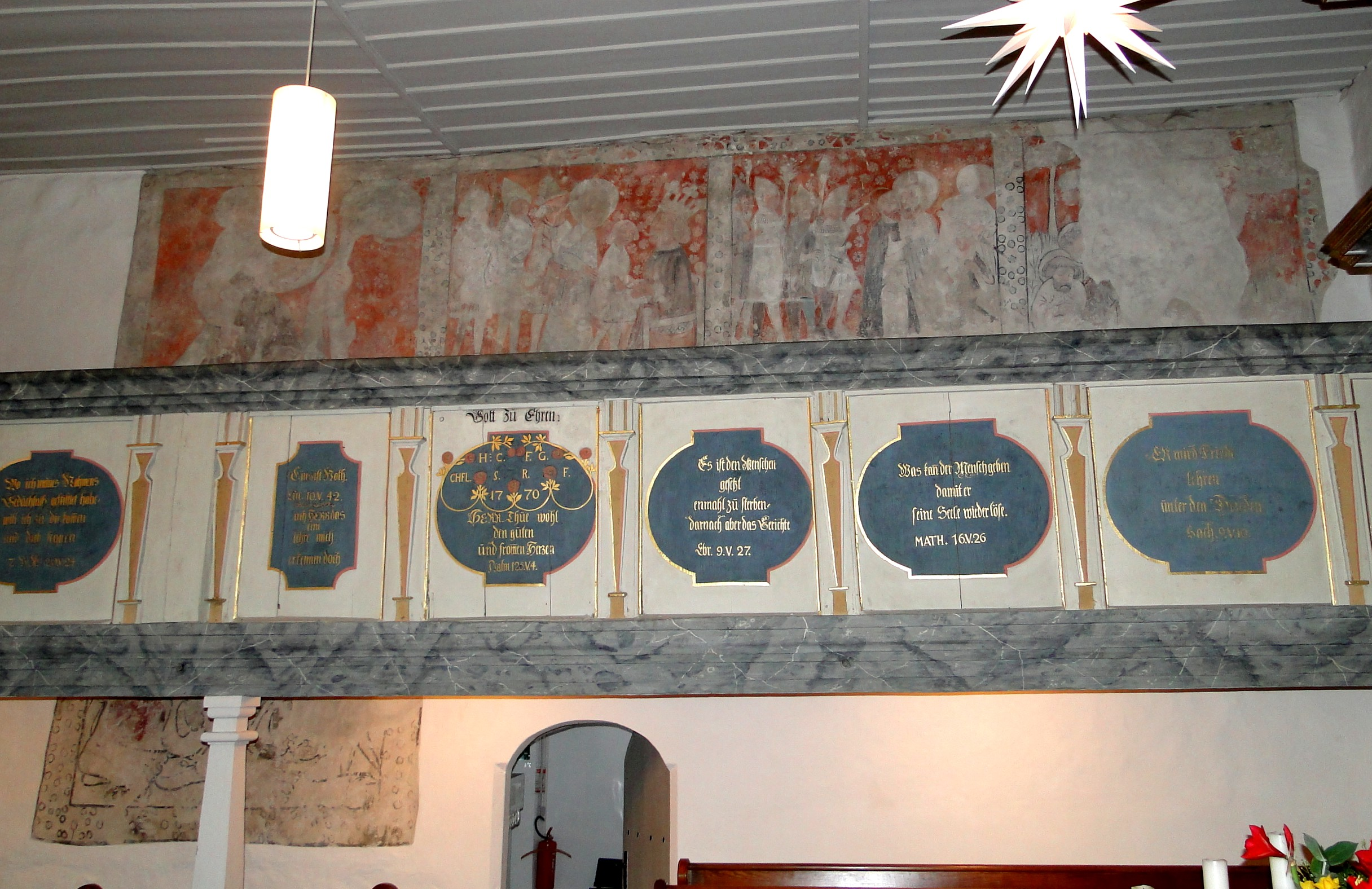
Fresken an der Nordwand der Kirche

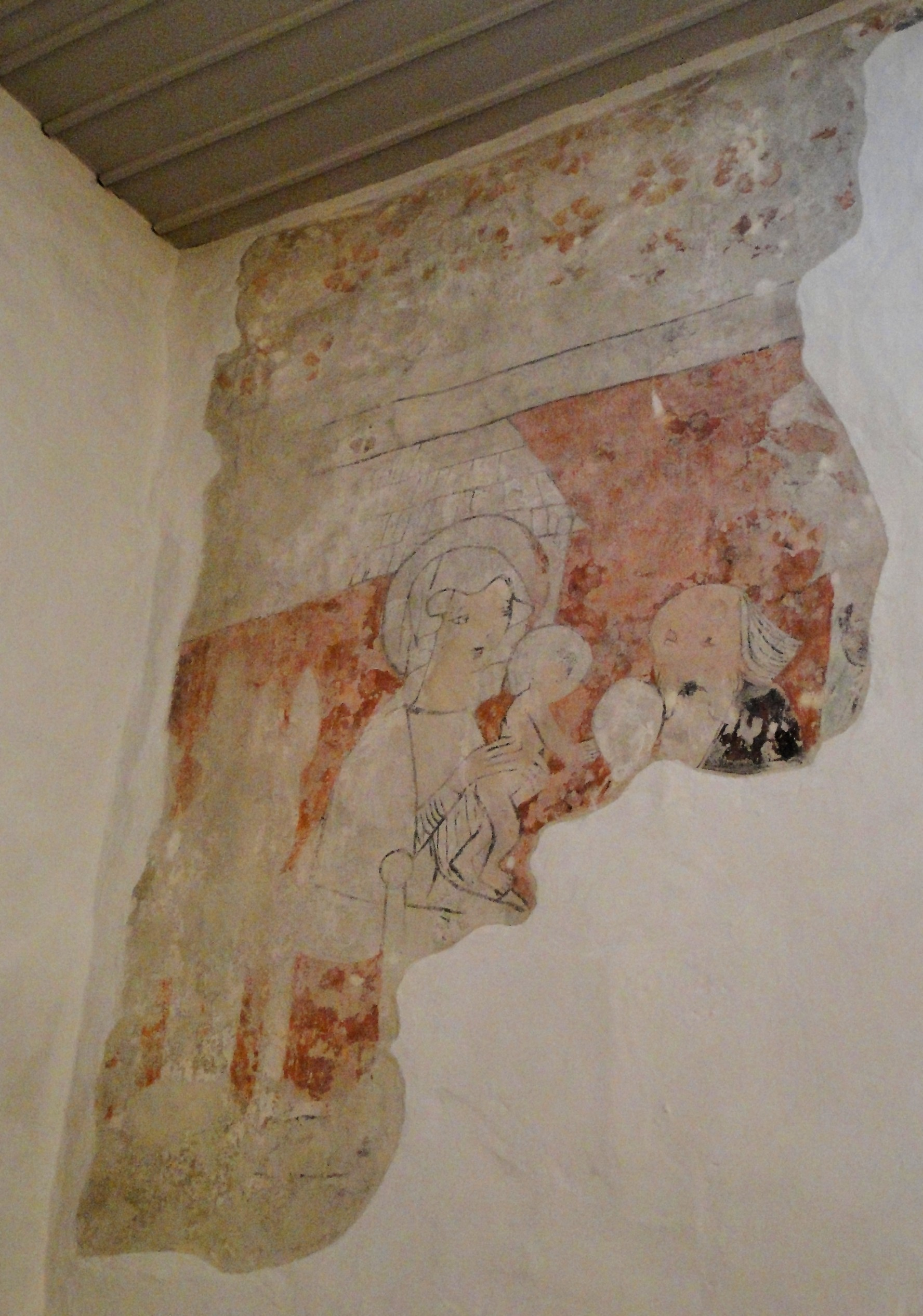
Fresko der Anbetung der Heiligen drei Könige an der Südwand der Kirche

Im Jahr 1971 wurden bei der Innenerneuerung der Kirche großfigürliche, gotische Fresken entdeckt. Sie entstanden um 1425 in Kalkfarben, als der Rauputz der Kirche mit Glattputz überstrichen wurde, und sind die ältesten gotischen Fresken Dresdens. Sie wurden bereits kurz nach der Reformation überstrichen und von 1972 bis 1985 freigelegt, wobei Teile der Fresken von den um 1770 eingebauten Emporen überdeckt werden. Die Fresken gelten als „eine Rarität mittelalterlicher Kunst im sakralen Raum“.
Die Fresken zeigen an der Nordwand eine 370 Zentimeter hohe Darstellung des heiligen Christophorus und daneben in zwei Schichten sechs Darstellungen aus der Passion Christi: Im oberen Teil werden Christus bei Pontius Pilatus, der Judaskuss und die schlafenden Jünger am Ölberg dargestellt, während die untere Reihe die Geißelung Jesu, die Dornenkrönung und den kreuztragenden Jesus zeigen. Ein zweites Fresko an der Südwand, das nur teilweise erhalten ist, zeigt die Anbetung der Heiligen Drei Könige und im Bereich der Kanzel eine Drachendarstellung. Die Fresken sind von Friesen umrahmt, wobei die Figuren vor einem „teppichartigen Grund mit Blüten“ stehen.

## Orgel

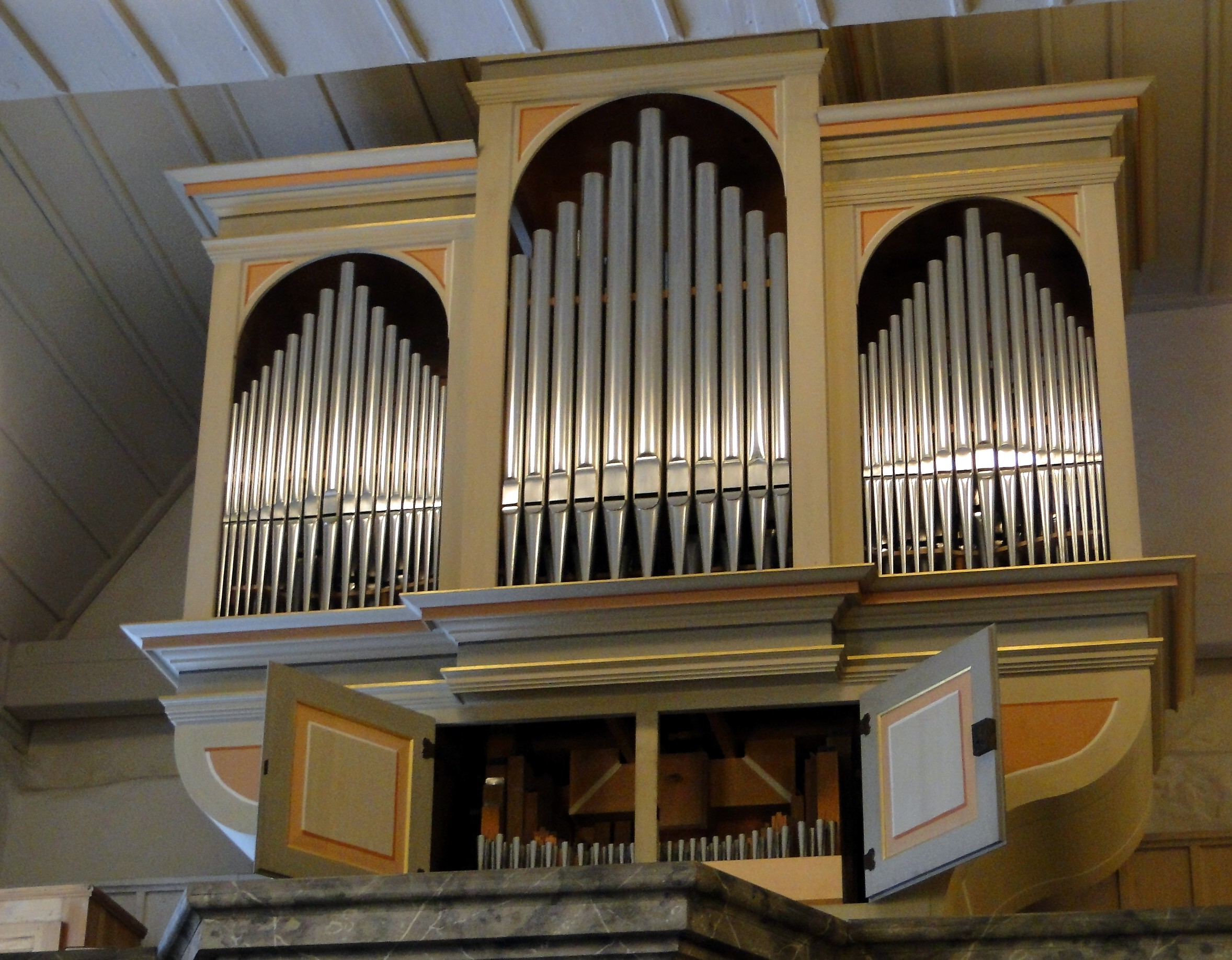
Wegscheider-Orgel

Die Christophoruskirche hatte um 1900 eine Orgel aus dem 19. Jahrhundert. Im Jahr 1928 erhielt die Kirche eine pneumatische Jahn-Orgel, die bis 1995 gespielt wurde. Zu diesem Zeitpunkt war der Klang des Instruments unbefriedigend geworden. Einzelne Metallpfeifen waren so stark deformiert, dass die Orgel nur noch schwer gestimmt werden konnte. Sie galt als nicht restaurierbar, weswegen die Gemeinde den Kauf einer neuen Orgel beschloss.
Mithilfe der Dussmann-Stiftung konnte eine neue Orgel aus der Orgelwerkstatt Wegscheider erworben werden; Orgelbauer Kristian Wegscheider arbeitet im benachbarten Rähnitz. Die festliche Orgelweihe fand am 22. Oktober 1995 statt.
Eine Besonderheit der Orgel ist, dass man zwischen zwei Stimmungsarten, der mitteltönigen Stimmung und der wohltemperierten Stimmung, wählen kann. Zum Zeitpunkt der Orgelweihe war die Wilschdorfer Orgel neben der Fisk-Nanney-Orgel in der Stanford Memorial Church der kalifornischen Stanford University das einzige derartige Instrument weltweit.
Die Disposition der Wegscheider-Orgel:
| Hauptwerk CD–d3 |    |
| Gedackt         | 8′ |
| Quintadena      | 8′ |
| Spitz-Flöte     | 8′ |
| Principal       | 4′ |
| Nasat           | 3′ |
| Octava          | 2′ |
| Tertia (ab c1)  |    |
| Cimbel II       |    |

| Brustwerk CD–d3 |    |
| Regal           | 8′ |
| Flöte           | 4′ |
| Quinta (ab c)   | 3′ |
| Flöte           | 2′ |

| Pedal CD–d1 |     |
| Subbass     | 16′ |
| Gedacktbass | 8′  |

- Koppeln: II/I (Schiebekoppel); I/P.
- Tremulant
- Stimmtonhöhe: 440 Hz für a′
- Temperatur: mitteltönig und wohltemperiert zum Umschalten

## Glocken
Die Christophoruskirche hat drei Glocken unterschiedlichen Alters. Die kleine Glocke wurde um 1250 gegossen und ist die älteste Glocke im Dresdner Stadtgebiet. Während des Zweiten Weltkriegs wurden die Glocken abgenommen und auf dem Hamburger Glockenfriedhof eingelagert, jedoch nicht eingeschmolzen. Im Jahr 1948 wurden sie nach Wilschdorf zurückgeholt, hatten zu der Zeit jedoch bereits Schäden an den Kronen. Die Glocken wurden daher von Februar bis Juni 2008 in der Glockenschweißerei Lachenmeyer in Nördlingen repariert.
| Bild | Name            | Jahr            | Größe                                 | Sonstiges                                                                      |
| ---- | --------------- | --------------- | ------------------------------------- | ------------------------------------------------------------------------------ |
|      | Große Glocke    | 15. Jahrhundert | 58 cm hoch, 66 cm unterer Durchmesser | mit zwei fadenförmigen Schnuren am Hals bezeichnet                             |
|      | Mittlere Glocke | 1348/49         | 51 cm hoch, 54 cm unterer Durchmesser | am Hals neun Reliefs des auferstehenden Christus, ein zehntes Relief am Mantel |
|      | Kleine Glocke   | 1250            | 40 cm hoch, 46 cm unterer Durchmesser | weit ausholender Anschlag                                                      |

## Kirchhof

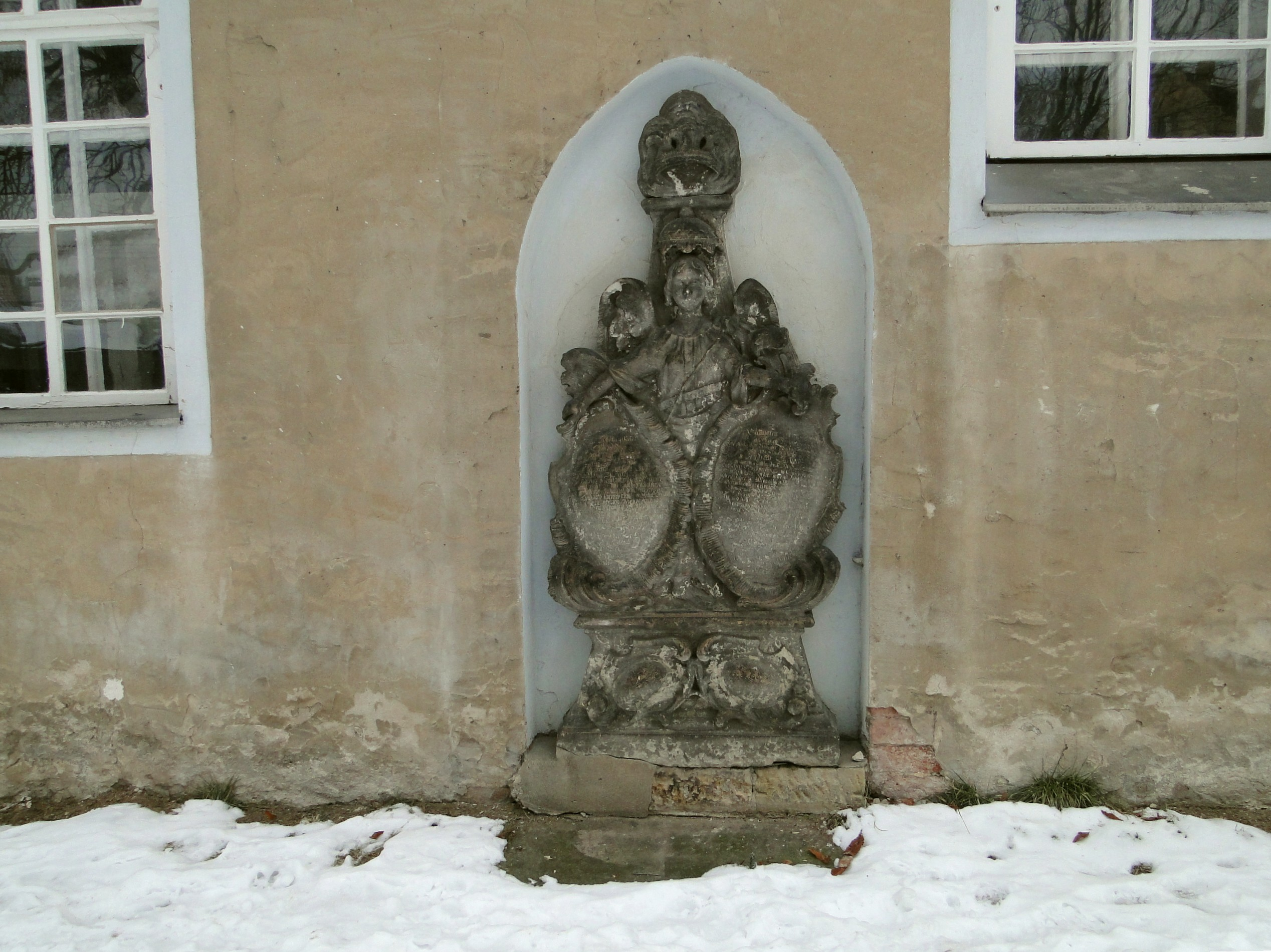
Epitaph der Familie Gerhardt

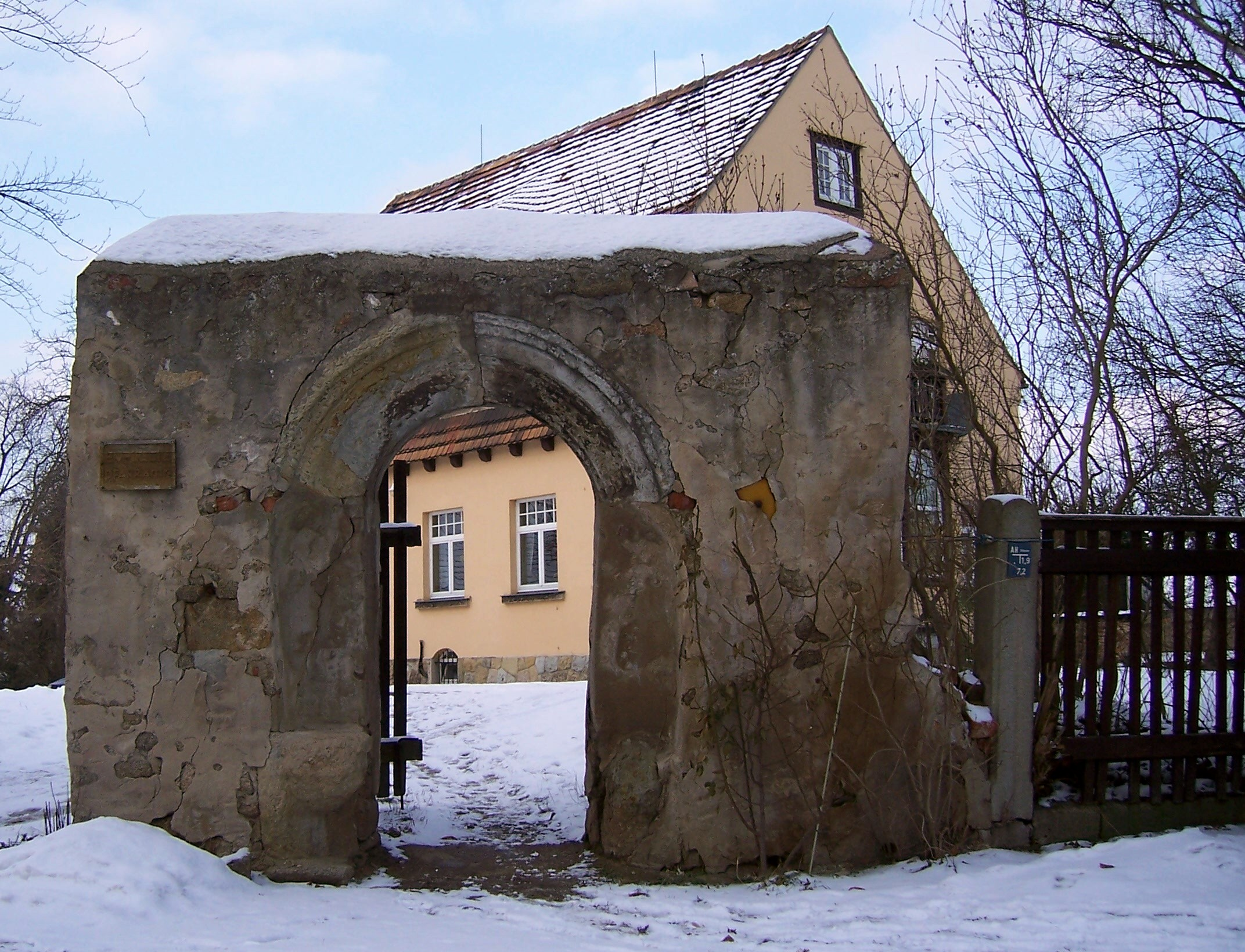
Sitznischenportal am Pfarrgarten vor der Renovierung

Der Kirchhof der Christophoruskirche kann durch ein Rundbogen- und ein Korbbogentor betreten werden. Er liegt erhöht und ist von einer Feldsteinmauer umgeben. Mit rund 1200 Quadratmetern zählt der Wilschdorfer Kirchhof zu den kleinsten Friedhöfen der Stadt Dresden. Der Kirchhof wurde seit dem Bestehen der Kirche als Friedhof genutzt und 1893 mit der Weihe des neuen Wilschdorfer Friedhofs stillgelegt.
Es haben sich nur wenige Gräber erhalten, darunter das barocke Sandsteinepitaph des Pfarrers Johann Friedrich Gerhardt und seiner Frau Eleonore Sophie an der südlichen Kirchenmauer. Gerhardt war von 1768 bis 1781 als Gemeindepfarrer in Wilschdorf tätig. Sein Epitaph ist 100 Zentimeter breit und 220 Zentimeter hoch. Auf einem sockelartigen Unterbau befinden sich zwei Kartuschen mit unleserlichem Text. Über einem schwachen Gesims sind zwei weitere, größere und kräftig modellierte Kartuschen zu sehen, die symmetrisch zueinander geschaffen worden. Über beiden steht mittig eine Engelsfigur, die beide Kartuschen zu halten scheint. Hinter der Figur ist ein Obelisk mit baldachinartigem Abschluss erkennbar. Die Inschriften der oberen Kartuschen geben die Sterbedaten des Ehepaars an.
Ebenfalls erhalten ist ein um 1915 entstandenes Wandgrab der Familie Schmiedgen. Das Sandsteingrab ist in neobarockem Stil gehalten und zeigt in einer Ädikula das Relief von Christus, der an eine Tür klopft. Zwischen Pilastern findet sich ein Relief von Maria mit ihrem Kind.
An den Kirchhof schließt sich der Pfarrgarten mit Pfarrhaus an. Im Pfarrgarten befindet sich der Überrest eines Rundbogentors aus dem Jahr 1612. In die südliche Pfarrgartenmauer wurde im 18. Jahrhundert ein dazugehöriges Sitznischenportal eingefügt, das ebenfalls um 1612 entstand.